# Ялове (Гміна Устрики-Долішні)
Ялове (пол. Jałowe) — село в Польщі, у гміні Устрики-Долішні Бещадського повіту Підкарпатського воєводства.
Населення — 173 особи (2011).

## Історія села

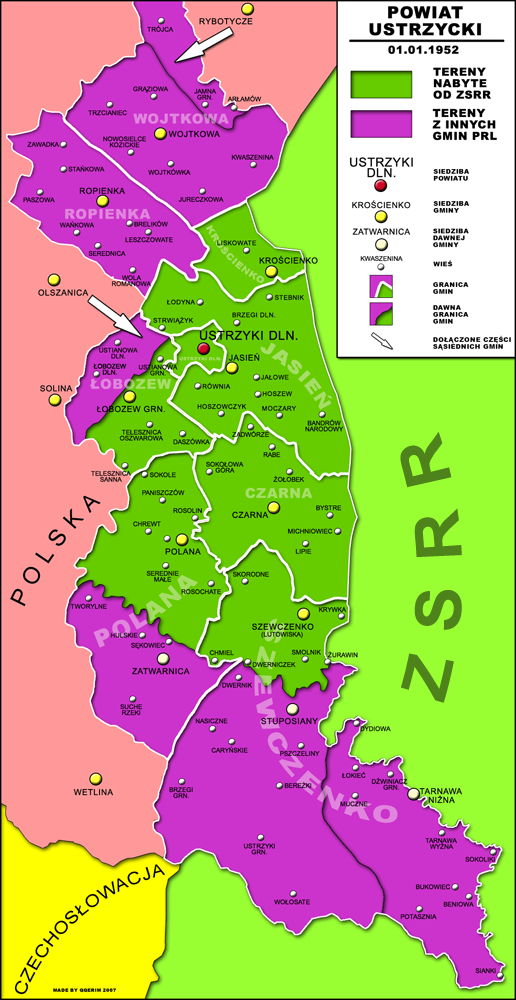
Адміністративна карта новоутвореного Устрицького повіту, січень 1952 року

Назва походить від ялового (хвойного) лісу, оскільки на терені села переважали хвойні дерева. Писемна згадка про село з'явилася в документі про заснування Берегів Долішніх, датованому 1532 роком. Входило до Перемишльської землі Руське воєводства.
У 1772-1918 рр. село було у складі Австро-Угорської монархії, у провінції Королівство Галичини та Володимирії. Наприкінці XIX століття в селі були цегельня і два млини. На межі XIX і XX століть уздовж потоку Глухого селяни звели кілька десятків будинків.
У 1919-1939 рр. — у складі Польщі. Село належало до Ліського повіту Львівського воєводства, у 1934-1939 рр. входило до складу ґміни Устрики-Долішні.
З 1940 до 1951 року село відносилось до Нижньо-Устрицького району Дрогобицької області України (відійшло до Польщі відповідно до договору обміну територіями 1951 року).
У 1975-1998 роках село належало до Кросненського воєводства.

## Населення
Демографічна структура на 31 березня 2011 року:
|          | Загалом | Допрацездатний вік | Працездатний вік | Постпрацездатний вік |
| -------- | ------- | ------------------ | ---------------- | -------------------- |
| Чоловіки | 91      | 23                 | 55               | 13                   |
| Жінки    | 82      | 12                 | 48               | 22                   |
| Разом    | 173     | 35                 | 103              | 35                   |

У 1921 році село мало 57 будинків і 338 мешканців: 288 греко-католиків, 41 римо-католиків, 21 євангеліста, 38 юдеїв.
На 01.01.1939 в селі було 520 жителів, з них 420 українців-грекокатоликів, 40 поляків, 30 євреїв і 30 німців.

## Пам'ятки
В селі є дерев'яна парафіяльна церква святого Миколая Чудотворця, збудована 1903 року, парафія належала до Устрицького деканату Перемишльської єпархії УГКЦ. З 1971 року — костел. Церкву внесено до загальнодержавного реєстру пам'ятників історії. Поблизу церкви є зруйнований цвинтар.

## Примусове переселення 1951року
У 1951  після обміну територіями з села насильно переселено 63 сім'ї (320 осіб), з них 54 сім'ї до колгоспу ім. Хрущова (Снігурівський район, Миколаївська область).